# 留尼旺副緋鯉
留尼旺副緋鯉為輻鰭魚綱鱸形目鱸亞目鬚鯛科的其中一種，分布於西印度洋區的留尼旺及模里西斯海域，體長可達16.5公分，生活在沿海珊瑚礁、岩礁區，屬肉食性。